# 신유가
신유가(중국어 간체자: 新儒家, 병음: xīn rú jiā)는 20세기 초 중화민국 시대부터 시작되어 모택동 시대를 거쳐 현재의 중화인민공화국까지 계속되고 있는 유교 지성운동이다. 5·4 운동으로부터 주로 발생되었다. 송명시대의 성리학(신유학)에 큰 영향을 받았지만 동일한 것은 아니다. 신유가는 중국의 다양한 전통들을 옹호하는 신보수주의 운동이며, 사회정치적 조화와 같은 유교적 사회개념을 합리주의나 인문주의 같은 서양철학과 결합해서 현대적 맥락에서 적용할 수 있다고 주장한다. 중국 대륙, 타이완, 홍콩, 미국의 유학자들이 진지하게 이 문제를 논의하고 있다.